# خينة
خينة هي قرية في مقاطعة سميرم، إيران. يقدر عدد سكانها بـ 396 نسمة بحسب إحصاء 2016.